# Vít Grulich
Vít Grulich (1956-2022) fue un botánico, fitogeógrafo checo. Pertenece al equipo académico del Departamento de Botánica de la Facultad de Ciencias, Universidad Masaryk, en Brno.

## Algunas publicaciones

### Libros
- 1987. Slanomilné rostliny na jižní Moravě: Katalog hist. lokalit jihomor. halofyt (plantas halófilas en el sur de Moravia: Lista de jihomor Lugares históricos. halófitas) 76 pp.
- 1988. Příroda okresu Břeclav: Popis, průvodce, ochrana (Naturaleza del distrito de Breclav: Descripción, guía, protección). 28 pp.
- 1989. Výsledky floristického kursu ČSBS v Uherském Hradišti (Los resultados de CSBS curso de florística en Uherske Hradiste). 124 pp.
- 1997. Atlas rozšíření cévnatých rostlin Národního Parku Podyjí/Thayatal (Atlas de expansión de plantas vasculares del Parque nacional Podyjí / Thayatal). 297 pp. ISBN 8021014881
- milada Rigasová, petr Macháček, vít Grulich. 2002. Krajinou luhů a stepí: Břeclavsko (Maderas y el paisaje de estepa: Břeclavsko). Ed. Moraviapress. 223 pp. ISBN 8086181537

- La abreviatura «Grulich» se emplea para indicar a Vít Grulich como autoridad en la descripción y clasificación científica de los vegetales.[1]